# Chivivireo
De chivivireo (Vireo chivi) is een zangvogel uit de familie  Vireonidae (vireo's). 

## Kenmerken
De bovendelen van het verenkleed zijn zandbruin en de onderdelen lichtgrijs. De lichaamslengte bedraagt 14 cm. Ten opzichte van de roodoogvireo is de chivivreo wat doffer van kleur, heeft geen rood maar een bruin gekleurd oog en duidelijkere, zwarte randen boven en onder de lichte wenkbrauwstreep.

## Verspreiding en leefgebied
Deze soort komt wijdverspreid voor in Zuid-Amerika en telt negen ondersoorten:
- V. c. caucae: westelijk Colombia.
- V. c. griseobarbatus: westelijk Ecuador en noordwestelijk Peru.
- V. c. pectoralis: noordelijk Peru.
- V. c. solimoensis: oostelijk Ecuador, noordoostelijk Peru en uiterst westelijk Brazilië.
- V. c. vividior: Colombia, Venezuela, de Guyana's, noordelijk Brazilië en Trinidad.
- V. c. tobagensis: Tobago.
- V. c. agilis: oostelijk Brazilië.
- V. c. diversus: oostelijk Paraguay, zuidoostelijk Brazilië en Uruguay.
- V. c. chivi: het westelijk en zuidwestelijk Amazonebekken.

## Status
De grootte van de populatie is niet gekwantificeerd maar de soort wordt omschreven als algemeen. Op de Rode lijst van de IUCN heeft deze soort de status niet bedreigd.